# ناظمة سلطان
ناظمة سلطان هي ابنة السلطان العثماني عبد العزيز الأول. وُلدت في 14 فبراير 1866 في إسطنبول، وتوفيت في 1947 في بيروت.